# شاومي مي 9
شاومي مي 9 (بالإنجليزية: Xiaomi Mi 9)‏ هو هاتف ذكي يعمل بنظام أندرويد تم تطويره بواسطة شركة شاومي. تم الإعلان عنه في فبراير 2019.